# Aphrodite 101
Aphrodite 101 er en kølbåd, der i 1977 blev designet af Jan Kjærulff og Paul Elvstrøm som en båd med fart og komfort. Den blev oprindeligt bygget af Bianca Yachts I/S.
Aphrodite 101 hedder 101 fordi den oprindelige plan var, at den skulle være 10,1 meter lang. Da konstruktørerne hørte om en regel, der ville være dårlig for både over 10 m, besluttede de sig til kun at lave den 9,95 m lang.